# Liste des planètes mineures (538001-539000)
Voici la liste des planètes mineures numérotées de 538001 à 539000. Les planètes mineures sont numérotées lorsque leur orbite est confirmée, ce qui peut parfois se produire longtemps après leur découverte. Elles sont classées ici par leur numéro.

## Planètes mineures 538001 à 539000
- (538001) 2016 AW231
- (538002) 2016 AZ231
- (538003) 2016 AC232
- (538004) 2016 AE232
- (538005) 2016 AN232
- (538006) 2016 AP233
- (538007) 2016 AU234
- (538008) 2016 AM235
- (538009) 2016 AR235
- (538010) 2016 AA236
- (538011) 2016 AM236
- (538012) 2016 AT236
- (538013) 2016 AC237
- (538014) 2016 AE237
- (538015) 2016 AH237
- (538016) 2016 AJ237
- (538017) 2016 AO237
- (538018) 2016 AF238
- (538019) 2016 AG238
- (538020) 2016 AR239
- (538021) 2016 AF240
- (538022) 2016 AH240
- (538023) 2016 AU240
- (538024) 2016 AZ240
- (538025) 2016 AC241
- (538026) 2016 AH243
- (538027) 2016 AR243
- (538028) 2016 AN244
- (538029) 2016 AA245
- (538030) 2016 AY246
- (538031) 2016 AR247
- (538032) 2016 AA250
- (538033) 2016 AD250
- (538034) 2016 AM250
- (538035) 2016 AQ250
- (538036) 2016 AS251
- (538037) 2016 AQ252
- (538038) 2016 AT252
- (538039) 2016 AA253
- (538040) 2016 AN253
- (538041) 2016 AW254
- (538042) 2016 AU258
- (538043) 2016 AY258
- (538044) 2016 AG259
- (538045) 2016 AV261
- (538046) 2016 AY261
- (538047) 2016 AK262
- (538048) 2016 AR262
- (538049) 2016 AJ263
- (538050) 2016 AL263
- (538051) 2016 AN263
- (538052) 2016 AU263
- (538053) 2016 AZ264
- (538054) 2016 AG265
- (538055) 2016 AL265
- (538056) 2016 AP265
- (538057) 2016 AY265
- (538058) 2016 AZ265
- (538059) 2016 AG266
- (538060) 2016 AP266
- (538061) 2016 AW266
- (538062) 2016 AX266
- (538063) 2016 AU268
- (538064) 2016 AE269
- (538065) 2016 AM269
- (538066) 2016 AU269
- (538067) 2016 AN270
- (538068) 2016 AU270
- (538069) 2016 AD271
- (538070) 2016 AJ271
- (538071) 2016 AA272
- (538072) 2016 AB272
- (538073) 2016 AU272
- (538074) 2016 AX272
- (538075) 2016 AY273
- (538076) 2016 AJ274
- (538077) 2016 AK274
- (538078) 2016 AQ274
- (538079) 2016 AX274
- (538080) 2016 AR276
- (538081) 2016 AE277
- (538082) 2016 AE278
- (538083) 2016 AK278
- (538084) 2016 BK
- (538085) 2016 BO1
- (538086) 2016 BW1
- (538087) 2016 BB2
- (538088) 2016 BM7
- (538089) 2016 BF8
- (538090) 2016 BJ11
- (538091) 2016 BL11
- (538092) 2016 BJ14
- (538093) 2016 BL16
- (538094) 2016 BU16
- (538095) 2016 BH17
- (538096) 2016 BW17
- (538097) 2016 BP22
- (538098) 2016 BT28
- (538099) 2016 BY31
- (538100) 2016 BC32
- (538101) 2016 BH35
- (538102) 2016 BK35
- (538103) 2016 BR35
- (538104) 2016 BL36
- (538105) 2016 BG38
- (538106) 2016 BL40
- (538107) 2016 BF44
- (538108) 2016 BR44
- (538109) 2016 BR45
- (538110) 2016 BG48
- (538111) 2016 BZ48
- (538112) 2016 BC51
- (538113) 2016 BS51
- (538114) 2016 BU51
- (538115) 2016 BH56
- (538116) 2016 BD59
- (538117) 2016 BV60
- (538118) 2016 BL61
- (538119) 2016 BR61
- (538120) 2016 BP62
- (538121) 2016 BJ66
- (538122) 2016 BQ73
- (538123) 2016 BB80
- (538124) 2016 BA82
- (538125) 2016 BL83
- (538126) 2016 BK85
- (538127) 2016 BU87
- (538128) 2016 BV87
- (538129) 2016 BW87
- (538130) 2016 BG88
- (538131) 2016 BJ88
- (538132) 2016 BL88
- (538133) 2016 BN88
- (538134) 2016 BX88
- (538135) 2016 BA89
- (538136) 2016 BB89
- (538137) 2016 BC89
- (538138) 2016 BE89
- (538139) 2016 BO89
- (538140) 2016 BT89
- (538141) 2016 BU89
- (538142) 2016 BJ90
- (538143) 2016 BK90
- (538144) 2016 BO90
- (538145) 2016 BP90
- (538146) 2016 BS90
- (538147) 2016 BT90
- (538148) 2016 BX90
- (538149) 2016 BZ90
- (538150) 2016 BT91
- (538151) 2016 BR92
- (538152) 2016 BT92
- (538153) 2016 BB93
- (538154) 2016 BF93
- (538155) 2016 BH93
- (538156) 2016 BQ93
- (538157) 2016 BR93
- (538158) 2016 BV93
- (538159) 2016 BZ93
- (538160) 2016 BA94
- (538161) 2016 BB96
- (538162) 2016 BL97
- (538163) 2016 BG98
- (538164) 2016 BN98
- (538165) 2016 BT98
- (538166) 2016 BY98
- (538167) 2016 BZ98
- (538168) 2016 BF99
- (538169) 2016 BY99
- (538170) 2016 BM100
- (538171) 2016 BN100
- (538172) 2016 BT100
- (538173) 2016 BY100
- (538174) 2016 BP101
- (538175) 2016 BA102
- (538176) 2016 BD102
- (538177) 2016 BV102
- (538178) 2016 BZ102
- (538179) 2016 BD103
- (538180) 2016 CR9
- (538181) 2016 CS9
- (538182) 2016 CY9
- (538183) 2016 CK12
- (538184) 2016 CN12
- (538185) 2016 CV13
- (538186) 2016 CD14
- (538187) 2016 CE14
- (538188) 2016 CQ16
- (538189) 2016 CW18
- (538190) 2016 CD22
- (538191) 2016 CY23
- (538192) 2016 CU24
- (538193) 2016 CC26
- (538194) 2016 CA33
- (538195) 2016 CO35
- (538196) 2016 CU39
- (538197) 2016 CM42
- (538198) 2016 CT45
- (538199) 2016 CK46
- (538200) 2016 CP48
- (538201) 2016 CC52
- (538202) 2016 CO58
- (538203) 2016 CH70
- (538204) 2016 CG72
- (538205) 2016 CC73
- (538206) 2016 CB78
- (538207) 2016 CX92
- (538208) 2016 CW97
- (538209) 2016 CC106
- (538210) 2016 CB122
- (538211) 2016 CV124
- (538212) 2016 CA136
- (538213) 2016 CN138
- (538214) 2016 CA140
- (538215) 2016 CW140
- (538216) 2016 CW141
- (538217) 2016 CW142
- (538218) 2016 CJ143
- (538219) 2016 CO143
- (538220) 2016 CS145
- (538221) 2016 CL146
- (538222) 2016 CX149
- (538223) 2016 CX157
- (538224) 2016 CR159
- (538225) 2016 CJ178
- (538226) 2016 CT188
- (538227) 2016 CT195
- (538228) 2016 CD196
- (538229) 2016 CS197
- (538230) 2016 CH199
- (538231) 2016 CU201
- (538232) 2016 CM202
- (538233) 2016 CT204
- (538234) 2016 CD205
- (538235) 2016 CW205
- (538236) 2016 CW207
- (538237) 2016 CC213
- (538238) 2016 CQ214
- (538239) 2016 CR215
- (538240) 2016 CL218
- (538241) 2016 CA219
- (538242) 2016 CQ232
- (538243) 2016 CM243
- (538244) 2016 CF246
- (538245) 2016 CR250
- (538246) 2016 CG255
- (538247) 2016 CC258
- (538248) 2016 CD258
- (538249) 2016 CL259
- (538250) 2016 CR259
- (538251) 2016 CF260
- (538252) 2016 CY262
- (538253) 2016 CV265
- (538254) 2016 CP266
- (538255) 2016 CJ269
- (538256) 2016 CO269
- (538257) 2016 CL275
- (538258) 2016 CY277
- (538259) 2016 CA278
- (538260) 2016 CB278
- (538261) 2016 CD278
- (538262) 2016 CG278
- (538263) 2016 CW278
- (538264) 2016 CA279
- (538265) 2016 CB279
- (538266) 2016 CC279
- (538267) 2016 CH279
- (538268) 2016 CL279
- (538269) 2016 CS279
- (538270) 2016 CU279
- (538271) 2016 CV279
- (538272) 2016 CW279
- (538273) 2016 CA280
- (538274) 2016 CB280
- (538275) 2016 CC280
- (538276) 2016 CD280
- (538277) 2016 CH280
- (538278) 2016 CN280
- (538279) 2016 CO280
- (538280) 2016 CP280
- (538281) 2016 CR280
- (538282) 2016 CS280
- (538283) 2016 CC281
- (538284) 2016 CF281
- (538285) 2016 CM281
- (538286) 2016 CU281
- (538287) 2016 CC282
- (538288) 2016 CG282
- (538289) 2016 CL282
- (538290) 2016 CN282
- (538291) 2016 CQ282
- (538292) 2016 CY282
- (538293) 2016 CB283
- (538294) 2016 CO283
- (538295) 2016 CP283
- (538296) 2016 CZ283
- (538297) 2016 CE284
- (538298) 2016 CH284
- (538299) 2016 CK284
- (538300) 2016 CM284
- (538301) 2016 CT284
- (538302) 2016 CB285
- (538303) 2016 CD285
- (538304) 2016 CF285
- (538305) 2016 CR285
- (538306) 2016 CD286
- (538307) 2016 CX286
- (538308) 2016 CW288
- (538309) 2016 CZ288
- (538310) 2016 CY289
- (538311) 2016 CK290
- (538312) 2016 CL290
- (538313) 2016 CV290
- (538314) 2016 CO291
- (538315) 2016 CT291
- (538316) 2016 CW291
- (538317) 2016 CC292
- (538318) 2016 CD292
- (538319) 2016 CK292
- (538320) 2016 CM292
- (538321) 2016 CU292
- (538322) 2016 CV292
- (538323) 2016 CX292
- (538324) 2016 CD293
- (538325) 2016 CF293
- (538326) 2016 CK293
- (538327) 2016 CL293
- (538328) 2016 CX293
- (538329) 2016 CZ293
- (538330) 2016 CA294
- (538331) 2016 CD294
- (538332) 2016 CE294
- (538333) 2016 CO294
- (538334) 2016 CP294
- (538335) 2016 CR294
- (538336) 2016 CS294
- (538337) 2016 CY294
- (538338) 2016 CQ295
- (538339) 2016 CC296
- (538340) 2016 CZ296
- (538341) 2016 CK297
- (538342) 2016 CD299
- (538343) 2016 CF299
- (538344) 2016 CT299
- (538345) 2016 CA302
- (538346) 2016 CP302
- (538347) 2016 CH303
- (538348) 2016 CT303
- (538349) 2016 CV303
- (538350) 2016 CK304
- (538351) 2016 CO304
- (538352) 2016 CV304
- (538353) 2016 CE305
- (538354) 2016 CH306
- (538355) 2016 CU307
- (538356) 2016 CC308
- (538357) 2016 CN308
- (538358) 2016 CZ308
- (538359) 2016 CH309
- (538360) 2016 CK309
- (538361) 2016 CV309
- (538362) 2016 CO311
- (538363) 2016 CK312
- (538364) 2016 CM312
- (538365) 2016 CR312
- (538366) 2016 CJ313
- (538367) 2016 CS313
- (538368) 2016 CC314
- (538369) 2016 CD314
- (538370) 2016 CN314
- (538371) 2016 CP314
- (538372) 2016 CR314
- (538373) 2016 CM317
- (538374) 2016 CB318
- (538375) 2016 CM318
- (538376) 2016 CO318
- (538377) 2016 CQ318
- (538378) 2016 CY318
- (538379) 2016 CR319
- (538380) 2016 CX319
- (538381) 2016 CB320
- (538382) 2016 CC320
- (538383) 2016 CE320
- (538384) 2016 CL320
- (538385) 2016 CS320
- (538386) 2016 CA321
- (538387) 2016 CF321
- (538388) 2016 CZ321
- (538389) 2016 CG322
- (538390) 2016 CL322
- (538391) 2016 CN322
- (538392) 2016 CO322
- (538393) 2016 DZ1
- (538394) 2016 DS6
- (538395) 2016 DR8
- (538396) 2016 DC10
- (538397) 2016 DH15
- (538398) 2016 DL15
- (538399) 2016 DH18
- (538400) 2016 DO18
- (538401) 2016 DY18
- (538402) 2016 DZ18
- (538403) 2016 DT23
- (538404) 2016 DE24
- (538405) 2016 DY28
- (538406) 2016 DQ29
- (538407) 2016 DN30
- (538408) 2016 DE31
- (538409) 2016 DN32
- (538410) 2016 DO32
- (538411) 2016 DR32
- (538412) 2016 DX32
- (538413) 2016 DD33
- (538414) 2016 DL33
- (538415) 2016 DV33
- (538416) 2016 DX33
- (538417) 2016 DC35
- (538418) 2016 DP35
- (538419) 2016 EX2
- (538420) 2016 EQ16
- (538421) 2016 ES24
- (538422) 2016 ED26
- (538423) 2016 EO37
- (538424) 2016 EH44
- (538425) 2016 EB51
- (538426) 2016 EU52
- (538427) 2016 EY55
- (538428) 2016 ES56
- (538429) 2016 EU58
- (538430) 2016 EN66
- (538431) 2016 EQ68
- (538432) 2016 EM74
- (538433) 2016 EK77
- (538434) 2016 EC78
- (538435) 2016 ER78
- (538436) 2016 EJ87
- (538437) 2016 EW87
- (538438) 2016 EM88
- (538439) 2016 EE94
- (538440) 2016 ER104
- (538441) 2016 EX108
- (538442) 2016 EL110
- (538443) 2016 ES111
- (538444) 2016 EJ114
- (538445) 2016 EL117
- (538446) 2016 EX119
- (538447) 2016 EZ121
- (538448) 2016 ER122
- (538449) 2016 EY122
- (538450) 2016 EE125
- (538451) 2016 ER125
- (538452) 2016 EL126
- (538453) 2016 EN127
- (538454) 2016 EQ128
- (538455) 2016 EN130
- (538456) 2016 ET131
- (538457) 2016 EA134
- (538458) 2016 EN134
- (538459) 2016 EX136
- (538460) 2016 EP139
- (538461) 2016 EG141
- (538462) 2016 EX141
- (538463) 2016 EN143
- (538464) 2016 EB145
- (538465) 2016 EB146
- (538466) 2016 EJ146
- (538467) 2016 EN149
- (538468) 2016 EE150
- (538469) 2016 EJ150
- (538470) 2016 EQ150
- (538471) 2016 EE151
- (538472) 2016 ER152
- (538473) 2016 EE159
- (538474) 2016 ES160
- (538475) 2016 ED162
- (538476) 2016 EE163
- (538477) 2016 EB164
- (538478) 2016 EO166
- (538479) 2016 EZ168
- (538480) 2016 EA169
- (538481) 2016 EV170
- (538482) 2016 EZ172
- (538483) 2016 EP175
- (538484) 2016 EQ176
- (538485) 2016 ED177
- (538486) 2016 EP179
- (538487) 2016 EP180
- (538488) 2016 EM181
- (538489) 2016 EO181
- (538490) 2016 ED186
- (538491) 2016 EX186
- (538492) 2016 EH187
- (538493) 2016 ES188
- (538494) 2016 EG190
- (538495) 2016 EB195
- (538496) 2016 EQ198
- (538497) 2016 EQ199
- (538498) 2016 EX199
- (538499) 2016 EH200
- (538500) 2016 ET201
- (538501) 2016 ED203
- (538502) 2016 EU204
- (538503) 2016 EY204
- (538504) 2016 EE206
- (538505) 2016 EY207
- (538506) 2016 EX208
- (538507) 2016 EX209
- (538508) 2016 EH211
- (538509) 2016 EJ215
- (538510) 2016 EO215
- (538511) 2016 EP215
- (538512) 2016 ER215
- (538513) 2016 ET215
- (538514) 2016 EU215
- (538515) 2016 EA216
- (538516) 2016 EC216
- (538517) 2016 EV216
- (538518) 2016 EX216
- (538519) 2016 EC217
- (538520) 2016 EN217
- (538521) 2016 EO217
- (538522) 2016 EQ217
- (538523) 2016 ES217
- (538524) 2016 EV217
- (538525) 2016 EZ217
- (538526) 2016 EE218
- (538527) 2016 EF218
- (538528) 2016 EG218
- (538529) 2016 EU218
- (538530) 2016 EV218
- (538531) 2016 EW218
- (538532) 2016 EX218
- (538533) 2016 EZ218
- (538534) 2016 EB219
- (538535) 2016 EF219
- (538536) 2016 EK219
- (538537) 2016 EL219
- (538538) 2016 EM219
- (538539) 2016 EN219
- (538540) 2016 EO219
- (538541) 2016 EU219
- (538542) 2016 EW219
- (538543) 2016 ED220
- (538544) 2016 EM220
- (538545) 2016 EP220
- (538546) 2016 EU220
- (538547) 2016 EA221
- (538548) 2016 EC221
- (538549) 2016 EE221
- (538550) 2016 EL221
- (538551) 2016 EO221
- (538552) 2016 EV221
- (538553) 2016 EZ221
- (538554) 2016 EH222
- (538555) 2016 EW222
- (538556) 2016 EX222
- (538557) 2016 EY222
- (538558) 2016 EA223
- (538559) 2016 ED223
- (538560) 2016 EF223
- (538561) 2016 EQ223
- (538562) 2016 ES223
- (538563) 2016 EC225
- (538564) 2016 EE225
- (538565) 2016 EF225
- (538566) 2016 EU225
- (538567) 2016 EW225
- (538568) 2016 EA226
- (538569) 2016 EB226
- (538570) 2016 EO226
- (538571) 2016 EP226
- (538572) 2016 EQ226
- (538573) 2016 EU226
- (538574) 2016 EW226
- (538575) 2016 EA227
- (538576) 2016 EH227
- (538577) 2016 EQ227
- (538578) 2016 EY227
- (538579) 2016 EB228
- (538580) 2016 EC228
- (538581) 2016 EE228
- (538582) 2016 EL228
- (538583) 2016 EY228
- (538584) 2016 EA229
- (538585) 2016 EE230
- (538586) 2016 EH230
- (538587) 2016 EP230
- (538588) 2016 EB231
- (538589) 2016 EJ231
- (538590) 2016 EP231
- (538591) 2016 ET231
- (538592) 2016 EK232
- (538593) 2016 EJ233
- (538594) 2016 ET233
- (538595) 2016 EV233
- (538596) 2016 EK234
- (538597) 2016 EP234
- (538598) 2016 EX234
- (538599) 2016 EB235
- (538600) 2016 EE235
- (538601) 2016 ET235
- (538602) 2016 EA236
- (538603) 2016 EE236
- (538604) 2016 EG236
- (538605) 2016 EP236
- (538606) 2016 EU236
- (538607) 2016 EW236
- (538608) 2016 EA239
- (538609) 2016 EJ239
- (538610) 2016 EO239
- (538611) 2016 EH240
- (538612) 2016 EL240
- (538613) 2016 EH241
- (538614) 2016 ER241
- (538615) 2016 ET241
- (538616) 2016 EH242
- (538617) 2016 EJ242
- (538618) 2016 EO242
- (538619) 2016 ED243
- (538620) 2016 EE243
- (538621) 2016 EL243
- (538622) 2016 EG244
- (538623) 2016 EH244
- (538624) 2016 EJ244
- (538625) 2016 EN244
- (538626) 2016 EU244
- (538627) 2016 EF245
- (538628) 2016 EK245
- (538629) 2016 EU245
- (538630) 2016 ED246
- (538631) 2016 EH246
- (538632) 2016 EK246
- (538633) 2016 EJ247
- (538634) 2016 ET247
- (538635) 2016 ED248
- (538636) 2016 EF248
- (538637) 2016 EQ248
- (538638) 2016 EV248
- (538639) 2016 EW248
- (538640) 2016 EC249
- (538641) 2016 EP249
- (538642) 2016 EV249
- (538643) 2016 EX249
- (538644) 2016 FA4
- (538645) 2016 FG4
- (538646) 2016 FU4
- (538647) 2016 FE5
- (538648) 2016 FS6
- (538649) 2016 FB7
- (538650) 2016 FO7
- (538651) 2016 FQ7
- (538652) 2016 FW7
- (538653) 2016 FY7
- (538654) 2016 FM8
- (538655) 2016 FS8
- (538656) 2016 FX11
- (538657) 2016 FG12
- (538658) 2016 FX15
- (538659) 2016 FL16
- (538660) 2016 FD17
- (538661) 2016 FK17
- (538662) 2016 FA20
- (538663) 2016 FM20
- (538664) 2016 FR20
- (538665) 2016 FK21
- (538666) 2016 FP21
- (538667) 2016 FV21
- (538668) 2016 FN22
- (538669) 2016 FO22
- (538670) 2016 FH28
- (538671) 2016 FZ28
- (538672) 2016 FG29
- (538673) 2016 FM33
- (538674) 2016 FB34
- (538675) 2016 FX36
- (538676) 2016 FU39
- (538677) 2016 FR40
- (538678) 2016 FD42
- (538679) 2016 FP43
- (538680) 2016 FC44
- (538681) 2016 FY48
- (538682) 2016 FE49
- (538683) 2016 FF49
- (538684) 2016 FJ52
- (538685) 2016 FG54
- (538686) 2016 FO55
- (538687) 2016 FH56
- (538688) 2016 FG57
- (538689) 2016 FN57
- (538690) 2016 FP59
- (538691) 2016 FW59
- (538692) 2016 FX61
- (538693) 2016 FN62
- (538694) 2016 FS62
- (538695) 2016 FG63
- (538696) 2016 FO63
- (538697) 2016 FW63
- (538698) 2016 FC64
- (538699) 2016 FD64
- (538700) 2016 FG64
- (538701) 2016 FJ64
- (538702) 2016 FM64
- (538703) 2016 FN64
- (538704) 2016 FO64
- (538705) 2016 FY64
- (538706) 2016 FA65
- (538707) 2016 FD65
- (538708) 2016 FG65
- (538709) 2016 FT65
- (538710) 2016 FU65
- (538711) 2016 FZ65
- (538712) 2016 FE66
- (538713) 2016 FM66
- (538714) 2016 FX66
- (538715) 2016 FA67
- (538716) 2016 FG67
- (538717) 2016 FO67
- (538718) 2016 FP67
- (538719) 2016 FW67
- (538720) 2016 FB68
- (538721) 2016 FG68
- (538722) 2016 FM68
- (538723) 2016 GB
- (538724) 2016 GA5
- (538725) 2016 GE5
- (538726) 2016 GE6
- (538727) 2016 GV7
- (538728) 2016 GJ8
- (538729) 2016 GB9
- (538730) 2016 GO9
- (538731) 2016 GZ9
- (538732) 2016 GJ10
- (538733) 2016 GS11
- (538734) 2016 GK12
- (538735) 2016 GC13
- (538736) 2016 GT13
- (538737) 2016 GK14
- (538738) 2016 GZ17
- (538739) 2016 GD18
- (538740) 2016 GW19
- (538741) 2016 GW20
- (538742) 2016 GX20
- (538743) 2016 GA21
- (538744) 2016 GF22
- (538745) 2016 GB23
- (538746) 2016 GD24
- (538747) 2016 GF24
- (538748) 2016 GY24
- (538749) 2016 GN26
- (538750) 2016 GX28
- (538751) 2016 GO30
- (538752) 2016 GR30
- (538753) 2016 GN34
- (538754) 2016 GG35
- (538755) 2016 GH35
- (538756) 2016 GX37
- (538757) 2016 GH38
- (538758) 2016 GG41
- (538759) 2016 GC42
- (538760) 2016 GV42
- (538761) 2016 GD43
- (538762) 2016 GR44
- (538763) 2016 GH49
- (538764) 2016 GC51
- (538765) 2016 GG51
- (538766) 2016 GG53
- (538767) 2016 GV53
- (538768) 2016 GF55
- (538769) 2016 GO56
- (538770) 2016 GW56
- (538771) 2016 GD57
- (538772) 2016 GZ59
- (538773) 2016 GW60
- (538774) 2016 GQ62
- (538775) 2016 GC63
- (538776) 2016 GG63
- (538777) 2016 GS66
- (538778) 2016 GY67
- (538779) 2016 GM74
- (538780) 2016 GQ75
- (538781) 2016 GR77
- (538782) 2016 GJ78
- (538783) 2016 GW78
- (538784) 2016 GC84
- (538785) 2016 GG84
- (538786) 2016 GV88
- (538787) 2016 GY92
- (538788) 2016 GC96
- (538789) 2016 GB97
- (538790) 2016 GE99
- (538791) 2016 GC100
- (538792) 2016 GW101
- (538793) 2016 GE106
- (538794) 2016 GY106
- (538795) 2016 GH109
- (538796) 2016 GE110
- (538797) 2016 GE111
- (538798) 2016 GM112
- (538799) 2016 GU113
- (538800) 2016 GW113
- (538801) 2016 GY115
- (538802) 2016 GT118
- (538803) 2016 GZ123
- (538804) 2016 GJ124
- (538805) 2016 GV125
- (538806) 2016 GF129
- (538807) 2016 GO129
- (538808) 2016 GR129
- (538809) 2016 GH130
- (538810) 2016 GT133
- (538811) 2016 GM137
- (538812) 2016 GA138
- (538813) 2016 GK142
- (538814) 2016 GS144
- (538815) 2016 GC145
- (538816) 2016 GD145
- (538817) 2016 GE145
- (538818) 2016 GZ146
- (538819) 2016 GV153
- (538820) 2016 GU154
- (538821) 2016 GH158
- (538822) 2016 GH159
- (538823) 2016 GF165
- (538824) 2016 GE166
- (538825) 2016 GH168
- (538826) 2016 GZ173
- (538827) 2016 GC177
- (538828) 2016 GE186
- (538829) 2016 GK186
- (538830) 2016 GY189
- (538831) 2016 GA190
- (538832) 2016 GK191
- (538833) 2016 GV191
- (538834) 2016 GW192
- (538835) 2016 GL193
- (538836) 2016 GL203
- (538837) 2016 GP204
- (538838) 2016 GT207
- (538839) 2016 GX208
- (538840) 2016 GZ210
- (538841) 2016 GF212
- (538842) 2016 GJ214
- (538843) 2016 GA217
- (538844) 2016 GR217
- (538845) 2016 GH220
- (538846) 2016 GO225
- (538847) 2016 GK230
- (538848) 2016 GE236
- (538849) 2016 GU236
- (538850) 2016 GF239
- (538851) 2016 GL241
- (538852) 2016 GU245
- (538853) 2016 GM246
- (538854) 2016 GE248
- (538855) 2016 GU248
- (538856) 2016 GA249
- (538857) 2016 GD251
- (538858) 2016 GK251
- (538859) 2016 GO255
- (538860) 2016 GZ256
- (538861) 2016 GB257
- (538862) 2016 GF257
- (538863) 2016 GG257
- (538864) 2016 GN257
- (538865) 2016 GP257
- (538866) 2016 GT257
- (538867) 2016 GU257
- (538868) 2016 GW257
- (538869) 2016 GY257
- (538870) 2016 GA258
- (538871) 2016 GB258
- (538872) 2016 GG258
- (538873) 2016 GP258
- (538874) 2016 GR258
- (538875) 2016 GS258
- (538876) 2016 GT258
- (538877) 2016 GW258
- (538878) 2016 GX258
- (538879) 2016 GY258
- (538880) 2016 GA259
- (538881) 2016 GJ259
- (538882) 2016 GQ259
- (538883) 2016 GY259
- (538884) 2016 GC260
- (538885) 2016 GD260
- (538886) 2016 GE260
- (538887) 2016 GG260
- (538888) 2016 GK260
- (538889) 2016 GT260
- (538890) 2016 GY260
- (538891) 2016 GO261
- (538892) 2016 GR261
- (538893) 2016 GW261
- (538894) 2016 GM262
- (538895) 2016 GZ262
- (538896) 2016 GD263
- (538897) 2016 GF263
- (538898) 2016 GJ263
- (538899) 2016 GO263
- (538900) 2016 GR263
- (538901) 2016 GY263
- (538902) 2016 GJ264
- (538903) 2016 GN264
- (538904) 2016 GO264
- (538905) 2016 GV264
- (538906) 2016 GK265
- (538907) 2016 GM265
- (538908) 2016 GR265
- (538909) 2016 GK266
- (538910) 2016 GR266
- (538911) 2016 GX266
- (538912) 2016 GZ266
- (538913) 2016 GW267
- (538914) 2016 GB268
- (538915) 2016 GC268
- (538916) 2016 HC5
- (538917) 2016 HK6
- (538918) 2016 HF7
- (538919) 2016 HD8
- (538920) 2016 HG8
- (538921) 2016 HQ8
- (538922) 2016 HK9
- (538923) 2016 HX9
- (538924) 2016 HO12
- (538925) 2016 HG13
- (538926) 2016 HF18
- (538927) 2016 HG18
- (538928) 2016 HV19
- (538929) 2016 HW20
- (538930) 2016 HW24
- (538931) 2016 HX24
- (538932) 2016 HY24
- (538933) 2016 HB25
- (538934) 2016 HQ25
- (538935) 2016 HY25
- (538936) 2016 JJ2
- (538937) 2016 JC5
- (538938) 2016 JS6
- (538939) 2016 JY6
- (538940) 2016 JQ9
- (538941) 2016 JQ12
- (538942) 2016 JW12
- (538943) 2016 JZ12
- (538944) 2016 JD13
- (538945) 2016 JF13
- (538946) 2016 JK13
- (538947) 2016 JV14
- (538948) 2016 JO15
- (538949) 2016 JE16
- (538950) 2016 JK19
- (538951) 2016 JA20
- (538952) 2016 JD20
- (538953) 2016 JD21
- (538954) 2016 JX22
- (538955) 2016 JJ23
- (538956) 2016 JX23
- (538957) 2016 JW24
- (538958) 2016 JO25
- (538959) 2016 JF26
- (538960) 2016 JJ27
- (538961) 2016 JL28
- (538962) 2016 JP29
- (538963) 2016 JT29
- (538964) 2016 JV29
- (538965) 2016 JQ32
- (538966) 2016 JY34
- (538967) 2016 JP35
- (538968) 2016 JR35
- (538969) 2016 JX35
- (538970) 2016 JG40
- (538971) 2016 JN40
- (538972) 2016 JR40
- (538973) 2016 JW40
- (538974) 2016 JY40
- (538975) 2016 JH41
- (538976) 2016 JM41
- (538977) 2016 JY41
- (538978) 2016 JC42
- (538979) 2016 KE
- (538980) 2016 KW4
- (538981) 2016 KB5
- (538982) 2016 KC5
- (538983) 2016 KO5
- (538984) 2016 KD6
- (538985) 2016 KV6
- (538986) 2016 KZ6
- (538987) 2016 KA7
- (538988) 2016 KC7
- (538989) 2016 KG7
- (538990) 2016 KK7
- (538991) 2016 KM7
- (538992) 2016 KO7
- (538993) 2016 KT7
- (538994) 2016 KW8
- (538995) 2016 KF9
- (538996) 2016 KO9
- (538997) 2016 KV9
- (538998) 2016 KY9
- (538999) 2016 KZ9
- (539000) 2016 KD10